# Julio Alberto Carreras

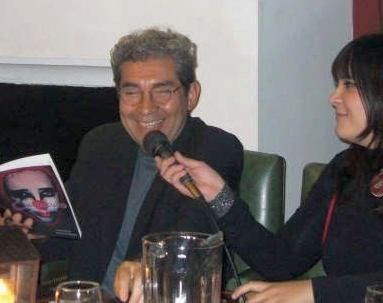
Julio Alberto Carreras

Julio Alberto Carreras (San Pedro de Guasayán, 19 de agosto de 1949) es un escritor argentino. Debido a que su padre Julio Carreras era un docente y poeta reconocido, además de locutor y libretista en LV11, la única radio de su provincia, Santiago del Estero, firma sus trabajos literarios como Julio Carreras (h).

## Biografía
Carreras estudió piano desde los cuatro años, pintura, dibujo, escultura y grabado desde los once, guitarra desde los 10 años. Desde los 14 a los 20 años tocó la guitarra eléctrica en conjuntos de rock y luego comenzó a escribir artículos sobre música en El Liberal, diario de Santiago del Estero. Después trabajó como periodista en las revistas Posición (Córdoba (Argentina)|Córdoba) y Nuevo Hombre (Buenos Aires). 
La muerte de su novia, Clara Beatriz Ledesma Medina (19), lo impulsa a convertirse en escritor a los 23 años, sin abandonar su trabajo como periodista. En 1972 abraza el marxismo trotskista, aunque sin renunciar al cristianismo, e ingresa en el Partido Revolucionario de los Trabajadores (dirección política del Ejército Revolucionario del Pueblo). Cuatro años más tarde es apresado en San Francisco de Córdoba, junto con su esposa; él permaneció siete años en diferentes cárceles y campos de concentración, y ella, seis. Una vez en libertad, realizó diversos trabajos, hasta que volvió al periodismo: editó la revista Quipu de Cultura (1990), fue director del suplemento Cultura y Educación de El Liberal y jefe de Editoriales de ese periódico, así como también director del diario en internet Pantalla de Noticias y actualmente es editor general de @DIN (Agencia Digital de Noticias). Carreras es fundadorde la Asociación de Periodistas de Internet.
Se considera "un autodidacta", pues, según manifestó en un reportaje, "la mayor parte de los conocimientos más profundos que obtuve lo fueron de familiares, especialmente de los campesinos, y de lecturas que providencialmente fui engarzando a lo largo de mi vida".
La obra de este escritor abarca un período sensible y tumultuoso de la historia argentina. Tanto sus novelas como sus numerosos cuentos toman constantemente datos de la realidad. En la novela El Jinete Oscuro narra la saga de una familia santiagueña entre los años 1945 y 1963, lapso que vio el nacimiento, máximo apogeo y derrocamiento del peronismo. Compuesta por militantes peronistas, la familia disfruta del extraordinario auge económico e industrial argentino durante los primeros años, para verse sumergida en la persecución política y el desamparo después de la caída de Perón, en 1955. 
Carreras ha incursionado con éxito en la mitología del Noroeste argentino, una de las más ricas del país, con leyendas que el mismo Carreras ha calificado de "ecológicas". Un ejemplo es el Sachayoj, deidad del bosque que se ocupaba de custodiar la otrora selva santiagueña. Esta selva fue depredada por empresas forestales inglesas, que convirtieron cerca de dos millones de hectáreas en desierto, aniquilando su biodiversidad, a principios del siglo XX.

## Algunas opiniones sobre la obra de Carreras
"El malamor reúne historias que se mueven con soltura del relato fantástico al realismo testimonial. Algunos de esos 28 cuentos (entre los que se incluye "El casamiento") recrean un presente indefinido cuya ilógica precisión nos introduce en el inquietante vértigo de los sueños". Enrique Butti, diario El Litoral, Santa Fe, Sección Cultura (sobre el libro de cuentos El Malamor, editorial Quipu, 1992).
Por su parte, Patricia Iezzi, quien efectuó su Tesis de doctorado sobre "Poética y Poesía de Julio Carreras (h)", para la Facolta´ di Lingue e Letterature Straniere - Universidad de Pescara, Italia, afirma que: "Uno de los cuentos que más asombro despierta es el de "Negro Mano Chusa": ironía, exhibicionismo, excentricidad y fanfarronería ornan a este personaje de la mano seca, el Uta, quien había estado en La Salamanca y debe afrontar una serie de sucesos irreales y situaciones increíbles. Impacta la universalidad de este cuento".
Sergio de Agostino, Doutorando e Mestre em Literatura Espanhola e Hispano-Americana Universidad de São Paulo, Brasil, dice, también sobre El Malamor: "me llamó la atención su ajustadísimo dominio de la lengua, en una época en que la gran mayoría no da el debido valor a la forma y, así, sacrifican el estilo".
Este libro de Carreras ha despertado también reflexiones del Licenciado en Letras Univ. NY Jorge Covarrubias, Editor Periodístico para América Latina de Associated Press International. Covarrubias afirma, en un extenso comentario del cual extractamos algunos párrafos: «El Malamor me pareció tremendo. Me hizo recordar la película Cat people, con esa mezcla de sensualidad y fiereza dentro de un marco fantástico. Negro mano chusa es el clásico descenso a los infiernos, con el sometimiento a las pruebas exigentes, que remata con suma sencillez para redondear la anécdota telúrica. (...) La idiota me recuerda un cuento de Borges en que la inocencia personificada destruye a su benefactor. Hombre de un sólo tiempo es uno de los más logrados. Magnífico su sentido y desarrollo del misterio, simbolizado y congelado en una expresión en una fotografía. (...) Dejo para el final Niebla en los árboles porque -obviamente en mi opinión- es el mejor de todos. Me encantó su clima de envolvente misterio sugestivo. Me hizo recordar a Howard Phillips Lovecraft y aún tiene algo de Henry James...»

## Carta a modo de comentario
Dirigida al personaje principal de la novela Abelardo, escrita por Julio Carreras (h) y publicada por Editorial Dimensión en 1990.
Jujuy, verano de 1992
Abelardo:
Donde -quiera- que estés.
Motiva la presente contarte que, luego de recorrer la senda de grises calendarios, en jornadas que el ocaso de libertades pintaba nuestro cielo -celeste y blanco- color sangre, tomé la mano de tu (¿podría decir nuestra?) amada Anahí y traspuse el umbral del almacén de Ramos Generales El Ceibo, no sin recuperar aquella sensación entre dolorosa y placentera que generó, hace siglos, el ingresar al Teatro Mágico -sólo para locos-.(1) Es que es así, Ñaño(2), la puerta de El Ceibo fue el medio por el cual recuperé la conciencia de mi condición de gusano y águila, de rebelde pasivo y verdugo cobardemente activo; sumatoria ésta que, invariablemente da como resultado: hombre. 
Pero donde -quiera- que estés debes saber que desde mi quizá profana perspectiva he asumido tu destino de Prometeo y sufrí y sufro cotidianamente el renacer y el remorir del anhelo de un mundo mejor, con la certeza de que la constancia suave del agua es una sencilla muestra del Divino Poder que agita, moviliza corazones como el tuyo.
Por toda la inquietante magia de la Madre, de la Amada y el reencuentro de nuestros Ángeles y Quimeras.
Un abrazo con el alma.
Roque "Tatín" Salas

Poeta
P.D.: Recién caigo en la cuenta de que estás -en- todas partes.

(1) Se refiere a un pasaje de la novela El Lobo Estepario, de Hermann Hesse.

(2) Expresión habitual en Jujuy, Argentina. Significa "hermano".

Publicado por el diario El Liberal, Santiago del Estero, en febrero de 1992.

## Actualización (2010)
Luego del fallecimiento de su padre, en febrero de 2007, comenzó a usar simplemente "Julio Carreras" para la publicación de sus trabajos literarios.
Varios de sus libros fueron incorporados por la biblioteca universal de Google y pueden encontrarse usando su buscador.

## Obras
- Abelardo, novela, 1990
- Bertozzi, novela, 1997', traducida al italiano y publicada por ESI, de Roma, en 1999
- Ciclo de Antón Tapia, novela, 1995
- cueRtos, cuentos cortos, 1995
- Historia de Icaño, 2008
- El alma en cada abrazo, novela, 1990
- El Jinete Oscuro, novela, 1987
- El Malamor, compuesto por 28 cuentos. Es usado como texto por colegios secundarios del Norte Argentino.
- La política armada - Una historia de los movimientos revolucionarios argentinos (1959-1976)
- Barbarie o Globalización, ensayo histórico y sociológico.
- Un largo adiós, novela.
- Vidas de Caín, novela.
- ¿Quo Vadis, Argentina? textos periodísticos escritos entre 1997-2009
- Cartas a la Humanidad, artículos filosóficos.
- Artistas y pensadores, entrevistas a importantes figuras, como Miguel Ángel Estrella, Karl Otto Apel, Héctor Schmucler y otros.
- El Quid y El Candil, selección de textos breves publicados cotidianamente en dos diarios.
- Como el Urundel biografía novelada de Raúl A. Albarracín, creador de la TV Universitaria de Tucumán, Argentina. Dunken, 2015.
- Las manos de Perón, Novela. Quipu Editorial, 2016.
- Diario del Juicio, Crónica de los Juicios por Delitos de Lesa Humanidad en Santiago del Estero. (2 Tomos) Quipu Editorial, 2016.